# Нова Петрівка
Нова́ Петрі́вка — село в Україні, у Семенівській селищній громаді Кременчуцького району Полтавської області. Населення становить 182 осіб. 

## Географія
Село Нова Петрівка знаходиться на відстані 2,5 км від сіл Богданівка, Курганне, Рокити та Осокори. По селу протікає пересихаючий струмок з загатою.

## Історія
12 червня 2020 року, відповідно до розпорядження Кабінету Міністрів України № 721-р «Про визначення адміністративних центрів та затвердження територій територіальних громад Полтавської області», село увійшло до складу Семенівської селищної міської громади.
19 липня 2020 року, в результаті адміністративно - територіальної реформи та ліквідації Семенівського району, село увійшло до складу новоутвореного Кременчуцького району.

## Економіка
- Молочно-товарна ферма.